# Cratere Pasha
Pasha  è un cratere sulla superficie di Venere.